# Giovanni Ferrofino
Giovanni Ferrofino (ur. 24 lutego 1912 w Alessandrii, zm. 20 grudnia 2010) – włoski arcybiskup.
22 września 1934 został ordynowany na księdza diecezji Alessandria. 8 lutego 1960 Ferrofino został nuncjuszem apostolskim w Haiti. 26 października 1961 został tytularnym arcybiskupem Zenonopolis w Isauria (ordynowany 28 listopada 1961). Nuncjuszem apostolskim Ekwadoru został 3 listopada 1965 a zrezygnował z tej funkcji 29 września 1970.
Według Gary Kruppa z fundacji "Pave the Way", podczas II wojny światowej Giovanni Ferrofino osobiście wykonywał polecenia papieża Piusa XII uzyskując wizy dla Żydów przybywających z Portugalii do Dominikany.